# Воронін Олександр Степанович
Олександр Степанович Воронін (нар. 17 листопада 1981, Черкаси) — український дипломат. Надзвичайний і Повноважний посол України в Алжирі з 21 липня 2025 року. Консул України у місті Анталія, Турецька Республіка (2023—2025).

## Життєпис
Народився 17 листопада 1981 року в м. Черкаси. У 2004 році закінчив Національну юридичну академію України ім. Ярослава Мудрого, правознавець. Володіє іноземними мовами: англійською, новогрецькою та турецькою.
У 2006—2007 рр. —робота на дипломатичних посадах у Договірно-правовому департаменті Міністерства закордонних справ України.
У 2007—2011 рр. — третій секретар, другий секретар з консульських питань Посольства України в Турецькій Республіці.
У 2011—2014 рр. — робота на дипломатичних посадах у Департаменті персоналу Міністерства закордонних справ України.
Березень 2014 року — Липень 2019 року — Консул України у місті Салоніки (Греція).
2019—2021 рр. — робота на дипломатичних посадах у Департамені консульської служби Міністерства закордонних справ України.
2021—2023 рр. — робота на дипломатичних посадах в Управлінні кадрового менеджменту Міністерства закордонних справ України.
Березень 2023 року — Консул України у місті Анталія (Турецька Республіка).
З 21 липня 2025 року — Надзвичайний і Повноважний посол України в Алжирській Народній Демократичній Республіці.